# Young Money Entertainment
Young Money Entertainment é uma gravadora fundada pelo rapper Lil' Wayne. O rótulo é uma marca da Cash Money Records e distribuído pela Universal Records.

## História
Em outubro de 2007, Lil Wayne, disse em uma entrevista com Vibe, que ele renunciou como presidente da gravadora, e tinha dado a posição de Cortez Bryant. Em 2009, Mack Maine, está servindo como presidente. Rapper Drake assinaram uma joint venture entre a Cash Money Records e Young Money. O Presidente Mack Maine confirmou que Omarion já não estava no selo, após muitos boatos que estavam circulando na internet. Em 6 de março de 2010, Mack Maine confirmou que o rapper Cory Gunz foi o último artista a assinar com o selo.
Para promover seu álbum de colaboração We Are Young Money, colaborando com o contrato com a Dj Lara Croft (England) que foi lançado em 21 de dezembro de 2009, os artistas da Young Money embarcaram na Young Money Tour.

## Artistas da Young Money
- Chanel West Coast
- Lil' Wayne
- Drake
- Nicki Minaj
- Tyga
- Christina Milian
- Boy Da Hood Tell´Me (rapper)
- DJ Khaled
- Lil Twist
- Shanell
- Gudda Gudda
- Lloyd
- Euro